# Блюхер, Гебхард Леберехт
Ге́бхард Ле́берехт фон Блю́хер (нем. Gebhard Leberecht von Blücher), с 3 июня 1814 — князь Вальштадтский (Fürst von Wahlstatt; 16 декабря 1742 — 12 сентября 1819) — прусский военачальник, генерал-фельдмаршал (1813). Участник ряда Наполеоновских войн, командующий прусскими войсками в боевых действиях войны шестой коалиции и против вернувшегося Наполеона в 1815 году. Победитель при Ватерлоо.

## Биография
Блюхер родился 16 декабря 1742 года в местечке Тойтенвинкель под Ростоком. Полноценного образования не получил. После нескольких лет учёбы в школе он в 1756 году против воли родителей поступил на службу в шведский гусарский полк.
Участвовал в боевых действиях против Пруссии в годы Семилетней войны. В 1760 году в стычке с прусскими гусарами при Фридланде был взят в плен. В плену, в том же году, после уговоров полковника фон Беллинга (родственника по материнской линии) перешёл на прусскую службу (вербовка военнопленных была обычным способом пополнения прусской армии, остро нуждавшейся в солдатах) в чине корнета в 8-й гусарский полк фон Беллинга («Чёрные гусары»).
В различное время Блюхер служил секунд-лейтенантом, премьер-лейтенантом, адъютантом фон Беллинга, штаб-ротмистром 8-го гусарского полка. В 1772 году фон Беллинга сменяет новый командир полка — генерал фон Лоссов, с которым у своенравного Блюхера не сложились отношения, в результате чего последний вынужден был подать в отставку, чем вызвал резкое возмущение самого короля Фридриха II. Лишь в 1787 году, через год после смерти Фридриха, Блюхер смог вернуться в полк «чёрных гусар» в чине майора.
В 1787 году участвовал в экспедиции в Нидерланды. В 1789 году произведён в подполковники. Служит в гусарах, через некоторое время произведён в полковники, полковой командир. Сражался с французами на Рейне. При Киррвейлере (1794) одержал победу над французами под командованием дивизионного генерала Мишо, захватив 6 орудий и 300 пленных, после чего был произведён в генерал-майоры. В 1795 году был назначен командующим обсервационного (резервного) кавалерийского корпуса на границе с Францией. В 1801 году за многочисленные военные успехи Блюхер был произведён в генерал-лейтенанты.
Во время несчастливой для пруссаков кампании 1806 года, после сражения при Ауэрштедте, Блюхер с горстью солдат, предводимых им и генералом Йорком, успел уйти в Любек, но здесь, очутившись в безвыходном положении, принуждён был сдаться, исполнив первоначально всё, чтобы спасти честь оружия.
Весной 1807 года, после возвращения из плена, назначен генерал-губернатором Померании. В 1809 году получил чин генерала от кавалерии. В 1812 году из-за плохо скрываемой ненависти к Наполеону король Фридрих Вильгельм III вынужден был отправить его в отставку. Смещенный со всех постов, Блюхер отправился в Бреслау, где вынужден был вести уединенную, при крайней стесненности в средствах, жизнь. Здесь его сторонились и военные, и чиновники: никто не хотел приобрести репутацию «подозрительного», общаясь с опальным генералом .
До конца года он был обречён на бездеятельность, но едва лишь появилась надежда на свержение наполеоновского ига, как Блюхер, имевший уже 70 лет от роду, но ещё полный сил и энергии, стал во главе национального движения в Германии. В начале 1813 года назначен главнокомандующим прусскими войсками. 27 марта 1813 года, не встретив сопротивления, вступил в оставленный французами Дрезден. Участвовал в сражениях при Лютцене и Бауцене.
Во второй половине 1813 года Блюхер получил начальство над соединёнными русско-прусскими войсками в Силезии. Он энергично наступал против маршалов Наполеона, но уклонялся от боя с самим Наполеоном. Последствием такого осторожного образа действий была крупная победа у Кацбаха, которая доставила ему громкую славу и титул князя Вальштадтского, и победа при Вартенбурге.
Особенно искусны и энергичны были действия Блюхера во время Лейпцигской битвы; 19 октября 1813 года он получил чин генерал-фельдмаршала.
18 сентября 1813 года в Баутцене он произнёс свою известную в масонстве речь:

Лучшие люди с радостью желают выбраться из этой дикой толпы, и я приветствую тот час, когда я смогу перенестись в духе с добрыми, верными братьями в те высшие области, где чистый, яркий свет сияет на нас. Поэтому масонство для меня священно, и я буду преданно его придерживаться до самой смерти, и каждый брат всегда будет дорог моему сердцу
В кампанию 1814 года счастье не раз изменяло Блюхеру, но не заставляло его падать духом. Под Бриенном 17 (29) января он потерпел неудачу, но затем, получив подкрепление, 20 января (1 февраля) одержал победу при Ла-Ротьере. В начале февраля Блюхер двинулся через Шалон к Парижу, но Наполеон, воспользовавшись разобщённым и растянутым положением его войск, разбил их по частям и заставил Силезскую армию, понёсшую огромные потери, отступить к Шалону. 24—25 февраля (9—10 марта) Блюхер одержал победу при Лаоне. 18 (30) марта занял Монмартрские высоты заняти казаки и части русского генерала Рудзевича, а 19 (31) марта войска Александра 1-го вступили в Париж.
В 1815 году, после возвращении Наполеона с острова Эльбы, Блюхер принял начальство над прусско-саксонскими войсками в Нидерландах. Частично разбитый при Линьи (где он, на протяжении часов погребённый под собственной убитой лошадью, едва не был схвачен французами), он, преследуемый Груши, не мог успеть к началу битвы при Ватерлоо. Тем не менее, подход авангарда прусской армии стал переломным моментом сражения. Решил победу Гнейзенау своим гениальным по мнению Наполеона манёвром, после которого, неотступно преследуя французов, британские и прусские войска подошли к Парижу и принудили его к сдаче 7 июля 1815 года.
За заслуги Блюхера при Ватерлоо прусский король пожаловал ему свой дворец близ Бранденбургских ворот на Парижской площади в Берлине. По окончании войны Блюхер удалился в своё силезское поместье Крибловиц (в настоящее время Кробеловице, Польша), где и скончался 12 сентября 1819 года.
В войсках Блюхер пользовался большою популярностью; русские солдаты Силезской армии прозвали его «фельдмаршал Форвертс» вследствие постоянно повторяемого им в бою слова «Vorwärts» (Вперёд!). Блюхер считался образцом храброго солдата. Наполеон называл его «Старый чёрт» (фр. le vieux diable).

## Брак и дети
В 1773 году он женился на Каролине Амалии фон Мелинг (1756–1791), дочери Фридриха Вильгельма фон Мелинга, от которой у него было семеро детей, из которых только трое достигли совершеннолетия:
- Франц Фердинанд Йоким (1778–1829), прусский генерал-майор, психически больной в результате ранения головы 16 сентября 1813 года близ Петерсвальде, женат на Герхардине Гросс (1777-1807), двое сыновей: Гебхард (1799-1875) и Густав (1800-1866)
- Фридрих Гебхардт Лебрехт (* 15 декабря 1780; † 14 января 1834), жена -  Элизабет фон Конринг (* 2 августа 1791; † 25 февраля 1842), брак бездетный
- Бернхардина (или Гебхардина) Фридерика (* 4 марта 1786; † 14 марта 1870), замужем дважды, есть дети.

После смерти своей первой жены Блюхер женился в 1795 году в Зандхорсте близ Ауриха на Амалии фон Коломб (1772–1850), сестре будущего генерала Петера фон Коломба. Брак бездетный.

## Судьба тела Блюхера и памятника ему
У могилы фельдмаршала в Кробеловице в 1846—1853 годах был сооружен гранитный мавзолей. 25 февраля 1945 года советские войска ворвались в семейный склеп Блюхеров, выбросили из него останки фельдмаршала и проволокли их по улицам, привязав к мотоциклу и, по имеющимся свидетельствам, сыграв черепом фельдмаршала в футбол. Часть останков из открытой могилы была после падения социалистического лагеря перезахоронена в церкви в соседней Соснице, разграбленный же мавзолей остаётся пустым. Череп Блюхера так и не был найден.
Памятник Блюхеру в Бреслау в 1945 году был снесён поляками и переплавлен на металл.
Памятник фельдмаршалу Гебхарду Блюхеру авторства скульптора К. Рауха существует в Берлине.

## Награды
- Орден «Pour le Mérite» (4 июня 1789)
- Орден Красного орла (1794, королевство Пруссия)[6]
- Орден Чёрного орла (27 апреля 1807, королевство Пруссия)[7]
- Звезда Большого креста Железного креста (1813)
- Большой крест Железного креста (31 августа 1813)
- Железный крест 1-го класса (1813)
- Орден Святого Иоанна Иерусалимского
- Военный орден Марии Терезии, большой крест (Австрия)[8]
- Шпага, украшенная алмазами, от муниципалитета Лондона (Великобритания, 1814)
- Орден Слона (Дания)
- Военный орден Вильгельма, большой крест (Нидерланды, 28 июля 1815)
- Орден Святого апостола Андрея Первозванного (Россия, 11 октября 1813)[9]
- Орден Святого Георгия 1-го класса (Россия, 8 октября 1813)
- Орден Святого Георгия 2-го класса (Россия, 20 мая 1813)
- Орден Святого Александра Невского (Россия, 11 октября 1813)
- Орден Серафимов (Швеция, 28 апреля 1814)

## Названы в честь фельдмаршала
- Известный паровозостроитель Джордж Стефенсон свой первый паровоз назвал в честь фельдмаршала.
- Туфли Дерби в Англии называются «блюхерс» в честь прусского маршала Блюхера. Солдаты армии Блюхера носили сапоги с открытой шнуровкой, чтобы обеспечить своих солдат удобной обувью, после чего этот тип обуви приняли все армии Европы.
- Именем Блюхера были названы немецкие тяжёлые крейсера SMS Blücher (1908) и Blücher (1937).
- По семейной легенде, фамилия Блюхер у предков будущего маршала Советского Союза Василия Константиновича Блюхера появилась от прозвища прапрадеда — крепостного крестьянина Феклиста, участника Отечественной войны 1812 года. Вернувшись по окончании войны в деревню, Феклист получил прозвище Блюхер от помещика Кожина, отставного военного, который, оценив награды Феклиста, пошутил: «Истинный фельдмаршал Блюхер»[10].
- Высшей военной наградой ГДР был Орден Блюхера «За храбрость».

## Образ в кино
- «Битва при Ватерлоо[англ.]» (немой, Великобритания, 1913) — актёр Джордж Фоли[англ.]
- «Ватерлоо[нем.]» (Германия, 1929) — актёр Отто Гебюр
- «Наполеон на острове Святой Елены[нем.]» (немой, Германия, 1929) — актёр Эдуард фон Винтерштайн
- «Сто дней[нем.]» (Германия, Италия, 1935) — актёр Эдуард фон Винтерштайн
- «Ватерлоо» (Италия, СССР, 1970) — актёр Серго Закариадзе